# Pieter Busschaert (auteur)
Pieter Busschaert (Dendermonde, 17 december 1988) is een Belgische theoloog en pedagoog. Hij is werkzaam in het katholiek onderwijs en publiceert over theologische en onderwijskundige thema's.

## Biografie
Pieter Busschaert werd geboren in Dendermonde en studeerde theologie aan de KU Leuven. Hij is gehuwd met Lieslot Mahieu.

## Loopbaan
Sinds 2020 is Busschaert inspecteur voor de onderwijsinstellingen van de Broeders van Liefde. In deze rol houdt hij toezicht op de kwaliteit en adviseert hij scholen binnen deze onderwijsnetwerken. Daarnaast is hij docent aan de Hogeschool West-Vlaanderen (HOWEST), waar hij zich richt op pedagogische en theologische vakken.

## Diaken
Busschaert is kandidaat-diaken in het bisdom Brugge, waar hij bijdraagt aan het pastoraal werk en betrokken is bij liturgische diensten.

## Publicaties
Pieter Busschaert is auteur van verschillende boeken waarin hij zich richt op theologische vraagstukken en onderwijsthema's:
- Het klavertje vier voor de hedendaagse school (2019) – Over de vier pijlers van modern katholiek onderwijs en richtlijnen voor scholen om deze principes toe te passen.[1]
- Zoeken in Geloof (2021) – Een verkenning van spirituele zoektocht en geloofsbeleving in de moderne samenleving.
- Studeren kan iedereen leren (2022) – Een gids die studenten helpt om betere studiemethoden te ontwikkelen en hun academische prestaties te verbeteren.
- Moeder over Drank (2024) – Behandelt thema's van verslaving, macht en verantwoordelijkheid vanuit een persoonlijk en spiritueel perspectief.